# Chytobrya albida
Chytobrya albida là một loài bướm đêm trong họ Noctuidae.